# 武人
武人在中國傳統社會中指的是武士、軍人、軍官、武術家、俠客、江湖人士等从事武力职业的人，與文人相對。

## 升官
武人和文人是在傳統中國社會升官致仕的兩條路徑，可以從士兵開始透過累積軍功而升官，例如在五代十國的武人中，取得官職的大多出身平民或地位較低武官家庭，透過軍功向上流動。從唐朝武則天至清代，武人也可以透過武舉升官。

## 社會地位
晚唐以來文人輕視武人，例如杜牧曾書：「近代已來，於其將也，弊復為甚，率皆市兒輩多繼金玉、負倚幽陰、折券交貨所能致也。絕不識父兄禮義之教，復無慷慨感概之氣。百城千里，一朝得之，其強傑愎勃者則撓削法制，不使縛己，斬族忠良，不使違己，力壹勢便，罔不為寇。其陰泥巧狡者，亦能家算口斂，委於邪幸，由卿市公，去郡得都，四履所治，指為別館。」此文被收入《資治通鑑》。宋代的史家認為五代十國的武人治理不如文人治理，常見對武人的批評有違法亂紀、不知禮制等。
然而文人也讚揚武人，特別是其忠義，例如宋代編撰的《新五代史》稱：「予於五代得全節之士三，死事之臣十有五，而怪士之被服儒者以學古自名，而享人之祿、任人之國者多矣，然使忠義之節，獨出於武夫戰卒，豈於儒者果無其人哉？」有研究指出宋代的皇室和文人其實更重視的是一個人的社會地位和表現，而不是文武之別高，如果地位高，往往也願意與之結交或通婚。